# Tiempo solar

En un planeta prógrado como la Tierra, el día sideral es más corto que el día solar. En el momento 1, el Sol y una determinada estrella distante están ambos en lo alto. En el momento 2, el planeta ha girado 360° y la estrella distante está en lo alto nuevamente (1→2= un día sideral). Pero no es hasta un poco más tarde, en el momento 3, que el Sol está en lo alto nuevamente (1→3= un día solar). Más simplemente, 1→2 es una rotación de la Tierra completa, pero debido a que la revolución alrededor del Sol afecta al ángulo en el que el Sol se ve desde la Tierra, 1→3 es el tiempo que tarda el mediodía en regresar (obsérvese que en este diagrama, el movimiento relativo y los ángulos correspondientes están muy exagerados con fines ilustrativos)

El tiempo solar es una medida del tiempo fundamentada en el movimiento aparente del Sol sobre el horizonte del lugar. Toma como origen el instante en el cual el Sol pasa por el meridiano, que es su punto más alto en el cielo, denominado mediodía. A partir de este instante se van contando las horas en intervalos de 24 partes hasta que completan el ciclo diurno.
Sin embargo, el Sol no tiene un movimiento regular a lo largo del año, y por esta razón el tiempo solar se divide en dos categorías: 
- El tiempo solar verdadero está basado en el día solar verdadero, el cual es el intervalo entre dos pasos sucesivos del Sol por el meridiano. Puede ser medido con un reloj de sol, y se corresponde con el amanecer, el mediodía o el anochecer: se basa en lo que es posible observar de manera directa.

- El tiempo solar medio está basado en un sol ficticio que se mueve a una velocidad constante a lo largo del año, y es la base para definir el día solar medio (24 horas u 86 400 segundos). Se corresponde con el tiempo civil y se coordina mediante el Tiempo Medio de Greenwich.

La duración de un día solar verdadero varía a lo largo del año. Esto se debe a que la órbita terrestre es una elipse, con lo cual la Tierra en su movimiento de traslación se mueve más veloz cuando se acerca al Sol y más despacio cuando se aleja de él (ver Leyes de Kepler). Debido a esto, el día solar más corto es el 15 de septiembre, mientras que el día solar más largo es el 22 de diciembre, tanto el Hemisferio Norte como en el Hemisferio Sur.
La diferencia entre el tiempo solar verdadero y el tiempo solar medio, que en ocasiones llega a ser de 16 minutos y 27 segundos se llama ecuación de tiempo